# Suat Serdar
Suat Serdar, född 11 april 1997 i Bingen am Rhein, är en tysk fotbollsspelare som spelar för Hertha Berlin. Han representerar även det tyska landslaget.

## Klubbkarriär

### Tidig karriär
Serdar började spela fotboll i Hassia Bingen. 2008 gick han till Mainz 05:s ungdomsakademi. Säsongen 2013/2014 blev Serdar mästare i U17-Bundesliga Syd/Sydväst.

### Mainz 05
I augusti 2015 skrev Serdar på sitt första professionella kontrakt med Mainz 05. Han debuterade för reservlaget i 3. Liga den 15 september 2015 i en 1–1-match mot VfB Stuttgart II. Tre dagar senare debuterade Serdar för A-laget i Bundesliga i en 3–1-vinst över 1899 Hoffenheim, där han blev inbytt i den 88:e minuten mot Yunus Mallı. Serdar spelade totalt 12 ligamatcher för A-laget och sju matcher för reservlaget under säsongen 2015/2016. Följande säsong spelade han åtta ligamatcher för A-laget samt sex matcher för reservlaget. Under säsongen förlängde Serdar även sitt kontrakt i Mainz 05 fram till 2021.
Serdar gjorde sitt första Bundesliga-mål den 9 september 2017 i en 3–1-vinst över Bayer Leverkusen. Under säsongen 2017/2018 fick Serdar desto mer speltid och han spelade 25 ligamatcher samt gjorde två mål.

### Schalke 04
Inför säsongen 2018/2019 värvades Serdar av Schalke 04, där han skrev på ett fyraårskontrakt. Serdar debuterade den 25 augusti 2018 i en 1–2-förlust mot VfL Wolfsburg. Han spelade 26 ligamatcher och gjorde två mål under sin första säsong i klubben.

### Hertha Berlin
Den 15 juni 2021 värvades Serdar av Hertha Berlin, där han skrev på ett femårskontrakt.

## Landslagskarriär
Serdar spelade för samtliga tyska ungdomslag mellan U16 och U21. Med U20-landslaget spelade han U20-VM 2017 i Sydkorea och med U21-landslaget spelade han U21-EM 2019 i Italien och San Marino, där Tyskland nådde finalen (1–2-förlust mot Spanien).
I oktober 2019 blev Serdar för första gången uttagen i Tysklands A-landslag till en vänskapslandskamp mot Argentina samt en EM-kvalmatch mot Estland. Serdar debuterade i en 2–2-match mot Argentina, där han blev inbytt i den 72:a minuten mot Serge Gnabry.